# Casearia obovalis
Casearia obovalis Poepp. ex Griseb. – gatunek rośliny z rodziny wierzbowatych (Salicaceae Mirb.). Występuje naturalnie w południowej części Kolumbii, Ekwadorze, Peru, Boliwii oraz Brazylii (w stanach Acre i Amazonas). 

## Morfologia
PokrójZrzucające liście drzewo lub krzew dorastające do 2–12 m wysokości.
LiścieBlaszka liściowa ma kształt od podługowato-eliptycznego do jajowatego. Mierzy 6–15 cm długości oraz 3–6 cm szerokości, jest całobrzega, ma klinową nasadę i spiczasty wierzchołek. Ogonek liściowy jest nagi i dorasta do 2 mm długości.
KwiatySą zebrane w pęczki, rozwijają się w kątach pędów. Mają 5 działek kielicha o owalnym kształcie i dorastających do 4 mm długości. Kwiaty mają 10 pręcików.
OwoceMają kulistawy kształt i osiągają 2 cm średnicy.